# Selección de fútbol sub-23 de Bielorrusia
La Selección de fútbol sub-23 de Bielorrusia, conocida también como la Selección olímpica de fútbol de Bielorrusia, es el equipo que representa al país en Fútbol en los Juegos Olímpicos y en la Eurocopa Sub-21; y es controlada por la Federación de Fútbol de Bielorrusia.

## Estadísticas

### Eurocopa Sub-21
El torneo es de categoría sub-21, pero técnicamente participan selecciones sub-23, y cada dos ediciones cuenta como eliminatoria para los Juegos Olímpicos.
| Récord    | Récord                   | Récord                   | Récord                   | Récord                   | Récord                   | Récord                   | Récord                   | Récord                   |
| Año       | Ronda                    | Pos.                     | J                        | G                        | E                        | P                        | GF                       | GC                       |
| --------- | ------------------------ | ------------------------ | ------------------------ | ------------------------ | ------------------------ | ------------------------ | ------------------------ | ------------------------ |
| 1976–1992 | Parte de Unión Soviética | Parte de Unión Soviética | Parte de Unión Soviética | Parte de Unión Soviética | Parte de Unión Soviética | Parte de Unión Soviética | Parte de Unión Soviética | Parte de Unión Soviética |
| 1994      | No participó             | No participó             | No participó             | No participó             | No participó             | No participó             | No participó             | No participó             |
| 1996      | No clasificó             | No clasificó             | No clasificó             | No clasificó             | No clasificó             | No clasificó             | No clasificó             | No clasificó             |
| 1998      | No clasificó             | No clasificó             | No clasificó             | No clasificó             | No clasificó             | No clasificó             | No clasificó             | No clasificó             |
| 2000      | No clasificó             | No clasificó             | No clasificó             | No clasificó             | No clasificó             | No clasificó             | No clasificó             | No clasificó             |
| 2002      | No clasificó             | No clasificó             | No clasificó             | No clasificó             | No clasificó             | No clasificó             | No clasificó             | No clasificó             |
| 2004      | Fase de grupos           | 5.º                      | 3                        | 1                        | 1                        | 1                        | 4                        | 4                        |
| 2006      | No clasificó             | No clasificó             | No clasificó             | No clasificó             | No clasificó             | No clasificó             | No clasificó             | No clasificó             |
| 2007      | No clasificó             | No clasificó             | No clasificó             | No clasificó             | No clasificó             | No clasificó             | No clasificó             | No clasificó             |
| 2009      | Fase de grupos           | 7.º                      | 3                        | 0                        | 1                        | 2                        | 2                        | 7                        |
| 2011      | 3.º lugar                | 3.º                      | 5                        | 2                        | 0                        | 3                        | 5                        | 8                        |
| 2013      | No clasificó             | No clasificó             | No clasificó             | No clasificó             | No clasificó             | No clasificó             | No clasificó             | No clasificó             |
| 2015      | TBD                      | TBD                      | TBD                      | TBD                      | TBD                      | TBD                      | TBD                      | TBD                      |
| Total     | Mejor: 3.º Lugar         | 3/11                     | 11                       | 3                        | 2                        | 6                        | 11                       | 19                       |

### Juegos Olímpicos
| Sede / Año | Resultado                   | J                           | G                           | E                           | P                           | GF                          | GC                          |
| ---------- | --------------------------- | --------------------------- | --------------------------- | --------------------------- | --------------------------- | --------------------------- | --------------------------- |
| 1896       | No hubo fútbol              | No hubo fútbol              | No hubo fútbol              | No hubo fútbol              | No hubo fútbol              | No hubo fútbol              | No hubo fútbol              |
| 1900       | Parte del Imperio Ruso      | Parte del Imperio Ruso      | Parte del Imperio Ruso      | Parte del Imperio Ruso      | Parte del Imperio Ruso      | Parte del Imperio Ruso      | Parte del Imperio Ruso      |
| 1904       | Parte del Imperio Ruso      | Parte del Imperio Ruso      | Parte del Imperio Ruso      | Parte del Imperio Ruso      | Parte del Imperio Ruso      | Parte del Imperio Ruso      | Parte del Imperio Ruso      |
| 1908       | Parte del Imperio Ruso      | Parte del Imperio Ruso      | Parte del Imperio Ruso      | Parte del Imperio Ruso      | Parte del Imperio Ruso      | Parte del Imperio Ruso      | Parte del Imperio Ruso      |
| 1912       | Parte del Imperio Ruso      | Parte del Imperio Ruso      | Parte del Imperio Ruso      | Parte del Imperio Ruso      | Parte del Imperio Ruso      | Parte del Imperio Ruso      | Parte del Imperio Ruso      |
| 1920       | No participó                | No participó                | No participó                | No participó                | No participó                | No participó                | No participó                |
| 1924       | Parte de la Unión Soviética | Parte de la Unión Soviética | Parte de la Unión Soviética | Parte de la Unión Soviética | Parte de la Unión Soviética | Parte de la Unión Soviética | Parte de la Unión Soviética |
| 1928       | Parte de la Unión Soviética | Parte de la Unión Soviética | Parte de la Unión Soviética | Parte de la Unión Soviética | Parte de la Unión Soviética | Parte de la Unión Soviética | Parte de la Unión Soviética |
| 1932       | No hubo fútbol              | No hubo fútbol              | No hubo fútbol              | No hubo fútbol              | No hubo fútbol              | No hubo fútbol              | No hubo fútbol              |
| 1936       | Parte de Unión Soviética    | Parte de Unión Soviética    | Parte de Unión Soviética    | Parte de Unión Soviética    | Parte de Unión Soviética    | Parte de Unión Soviética    | Parte de Unión Soviética    |
| 1948       | Parte de Unión Soviética    | Parte de Unión Soviética    | Parte de Unión Soviética    | Parte de Unión Soviética    | Parte de Unión Soviética    | Parte de Unión Soviética    | Parte de Unión Soviética    |
| 1952       | Parte de Unión Soviética    | Parte de Unión Soviética    | Parte de Unión Soviética    | Parte de Unión Soviética    | Parte de Unión Soviética    | Parte de Unión Soviética    | Parte de Unión Soviética    |
| 1956       | Parte de Unión Soviética    | Parte de Unión Soviética    | Parte de Unión Soviética    | Parte de Unión Soviética    | Parte de Unión Soviética    | Parte de Unión Soviética    | Parte de Unión Soviética    |
| 1960       | Parte de Unión Soviética    | Parte de Unión Soviética    | Parte de Unión Soviética    | Parte de Unión Soviética    | Parte de Unión Soviética    | Parte de Unión Soviética    | Parte de Unión Soviética    |
| 1964       | Parte de Unión Soviética    | Parte de Unión Soviética    | Parte de Unión Soviética    | Parte de Unión Soviética    | Parte de Unión Soviética    | Parte de Unión Soviética    | Parte de Unión Soviética    |
| 1968       | Parte de Unión Soviética    | Parte de Unión Soviética    | Parte de Unión Soviética    | Parte de Unión Soviética    | Parte de Unión Soviética    | Parte de Unión Soviética    | Parte de Unión Soviética    |
| 1972       | Parte de Unión Soviética    | Parte de Unión Soviética    | Parte de Unión Soviética    | Parte de Unión Soviética    | Parte de Unión Soviética    | Parte de Unión Soviética    | Parte de Unión Soviética    |
| 1976       | Parte de Unión Soviética    | Parte de Unión Soviética    | Parte de Unión Soviética    | Parte de Unión Soviética    | Parte de Unión Soviética    | Parte de Unión Soviética    | Parte de Unión Soviética    |
| 1980       | Parte de Unión Soviética    | Parte de Unión Soviética    | Parte de Unión Soviética    | Parte de Unión Soviética    | Parte de Unión Soviética    | Parte de Unión Soviética    | Parte de Unión Soviética    |
| 1984       | Parte de Unión Soviética    | Parte de Unión Soviética    | Parte de Unión Soviética    | Parte de Unión Soviética    | Parte de Unión Soviética    | Parte de Unión Soviética    | Parte de Unión Soviética    |
| 1988       | Parte de Unión Soviética    | Parte de Unión Soviética    | Parte de Unión Soviética    | Parte de Unión Soviética    | Parte de Unión Soviética    | Parte de Unión Soviética    | Parte de Unión Soviética    |
| 1992       | Parte del Equipo Unificado  | Parte del Equipo Unificado  | Parte del Equipo Unificado  | Parte del Equipo Unificado  | Parte del Equipo Unificado  | Parte del Equipo Unificado  | Parte del Equipo Unificado  |
| 1996       | No clasificó                | No clasificó                | No clasificó                | No clasificó                | No clasificó                | No clasificó                | No clasificó                |
| 2000       | No clasificó                | No clasificó                | No clasificó                | No clasificó                | No clasificó                | No clasificó                | No clasificó                |
| 2004       | No clasificó                | No clasificó                | No clasificó                | No clasificó                | No clasificó                | No clasificó                | No clasificó                |
| 2008       | No clasificó                | No clasificó                | No clasificó                | No clasificó                | No clasificó                | No clasificó                | No clasificó                |
| 2012       | Fase de grupos              | 3                           | 1                           | 0                           | 2                           | 3                           | 6                           |
| Total      | 1/25                        | 3                           | 1                           | 0                           | 2                           | 3                           | 6                           |